# Circuito de Guecho 2020
La 75.ª edición de la clásica ciclista Circuito de Guecho fue una carrera en España que se celebró el 2 de agosto de 2020 con inicio y final en la ciudad de Guecho sobre un recorrido de 177 kilómetros.
La carrera formó parte del UCI Europe Tour 2020, calendario ciclístico de los Circuitos Continentales UCI, dentro de la categoría 1.1. El vencedor final fue el italiano Damiano Caruso del Bahrain McLaren. Completaron el podio, como segundo y tercer clasificado respectivamente, el también italiano Giacomo Nizzolo del NTT y el español Eduard Prades del Movistar.

## Equipos participantes
Tomaron parte en la carrera 17 equipos: 5 de categoría UCI WorldTeam, 7 de categoría UCI ProTeam y 5 de categoría Continental. Formaron así un pelotón de 124 ciclistas de los que acabaron 99. Los equipos participantes fueron:
| WorldTeams (5)- Movistar Team - Bahrain McLaren - Trek-Segafredo - UAE Team Emirates - NTT Pro Cycling ProTeams (7)- Caja Rural-Seguros RGA - Euskaltel-Euskadi - Nippo Delko One Provence - Burgos-BH - Bingoal-Wallonie Bruxelles - Team Novo Nordisk - Androni Giocattoli-Sidermec Equipos continentales (5)- Equipo Kern Pharma - Kometa-Xstra - Gios Kiwi Atlántico - Vito-Feirense-BlackJack - Work Service Dynatek Vega |
| |

## Clasificación final
- Las clasificaciones finalizaron de la siguiente forma:[4]

| \| Clasificación general \| Clasificación general \| Clasificación general \| Clasificación general \| Clasificación general \| \| Ciclista \| Ciclista \| Equipo \| Tiempo \| \| \| --------------------- \| --------------------- \| --------------------------- \| --------------------- \| --------------------- \| \| 1.º \| Damiano Caruso \| Bahrain McLaren \| 4 h 11 min 09 s \| \| \| 2.º \| Giacomo Nizzolo \| NTT Pro Cycling \| + 1 s \| \| \| 3.º \| Eduard Prades \| Movistar Team \| + 1 s \| \| \| 4.º \| Jon Aberasturi \| Caja Rural-Seguros RGA \| + 3 s \| \| \| 5.º \| Jasper Stuyven \| Trek-Segafredo \| + 3 s \| \| \| 6.º \| Pello Bilbao \| Bahrain McLaren \| + 3 s \| \| \| 7.º \| Charles Planet \| Team Novo Nordisk \| + 3 s \| \| \| 8.º \| Mauro Finetto \| Nippo-Delko One Provence \| + 7 s \| \| \| 9.º \| Eliot Lietaer \| Bingoal-Wallonie Bruxelles \| + 7 s \| \| \| 10.º \| Miguel Flórez López \| Androni Giocattoli-Sidermec \| + 7 s \| \| |                     |                             |                 |
| |                     |                             |                 |
| Fuente: ProCyclingStats |                     |                             |                 |
| Clasificación general |                     |                             |                 |
| Ciclista | Ciclista            | Equipo                      | Tiempo          |
| 1.º | Damiano Caruso      | Bahrain McLaren             | 4 h 11 min 09 s |
| 2.º | Giacomo Nizzolo     | NTT Pro Cycling             | + 1 s           |
| 3.º | Eduard Prades       | Movistar Team               | + 1 s           |
| 4.º | Jon Aberasturi      | Caja Rural-Seguros RGA      | + 3 s           |
| 5.º | Jasper Stuyven      | Trek-Segafredo              | + 3 s           |
| 6.º | Pello Bilbao        | Bahrain McLaren             | + 3 s           |
| 7.º | Charles Planet      | Team Novo Nordisk           | + 3 s           |
| 8.º | Mauro Finetto       | Nippo-Delko One Provence    | + 7 s           |
| 9.º | Eliot Lietaer       | Bingoal-Wallonie Bruxelles  | + 7 s           |
| 10.º | Miguel Flórez López | Androni Giocattoli-Sidermec | + 7 s           |

## UCI World Ranking
El Circuito de Guecho otorgó puntos para el UCI World Ranking para corredores de los equipos en las categorías UCI WorldTeam, UCI ProTeam y Continental. Las siguientes tablas son el baremo de puntuación y los 10 corredores que obtuvieron más puntos:
| Posición   | 1.º | 2.º | 3.º | 4.º | 5.º | 6.º | 7.º | 8.º | 9.º | 10.º | 11.º | 12.º | 13.º-15.º | 16.º-25.º |
| Puntuación | 125 | 85  | 70  | 60  | 50  | 40  | 35  | 30  | 25  | 20   | 15   | 10   | 5         | 3         |

| Clasificación |                     |                             |        |
| Posición      | Ciclista            | Equipo                      | Puntos |
| ------------- | ------------------- | --------------------------- | ------ |
| 1.º           | Damiano Caruso      | Bahrain McLaren             | 125    |
| 2.º           | Giacomo Nizzolo     | NTT                         | 85     |
| 3.º           | Eduard Prades       | Movistar                    | 70     |
| 4.º           | Jon Aberasturi      | Caja Rural-Seguros RGA      | 60     |
| 5.º           | Jasper Stuyven      | Trek-Segafredo              | 50     |
| 6.º           | Pello Bilbao        | Bahrain McLaren             | 40     |
| 7.º           | Charles Planet      | Team Novo Nordisk           | 35     |
| 8.º           | Mauro Finetto       | NIPPO DELKO One Provence    | 30     |
| 9.º           | Eliot Lietaer       | Bingoal-WB                  | 25     |
| 10.º          | Miguel Flórez López | Androni Giocattoli-Sidermec | 20     |